# Ohrenschützer

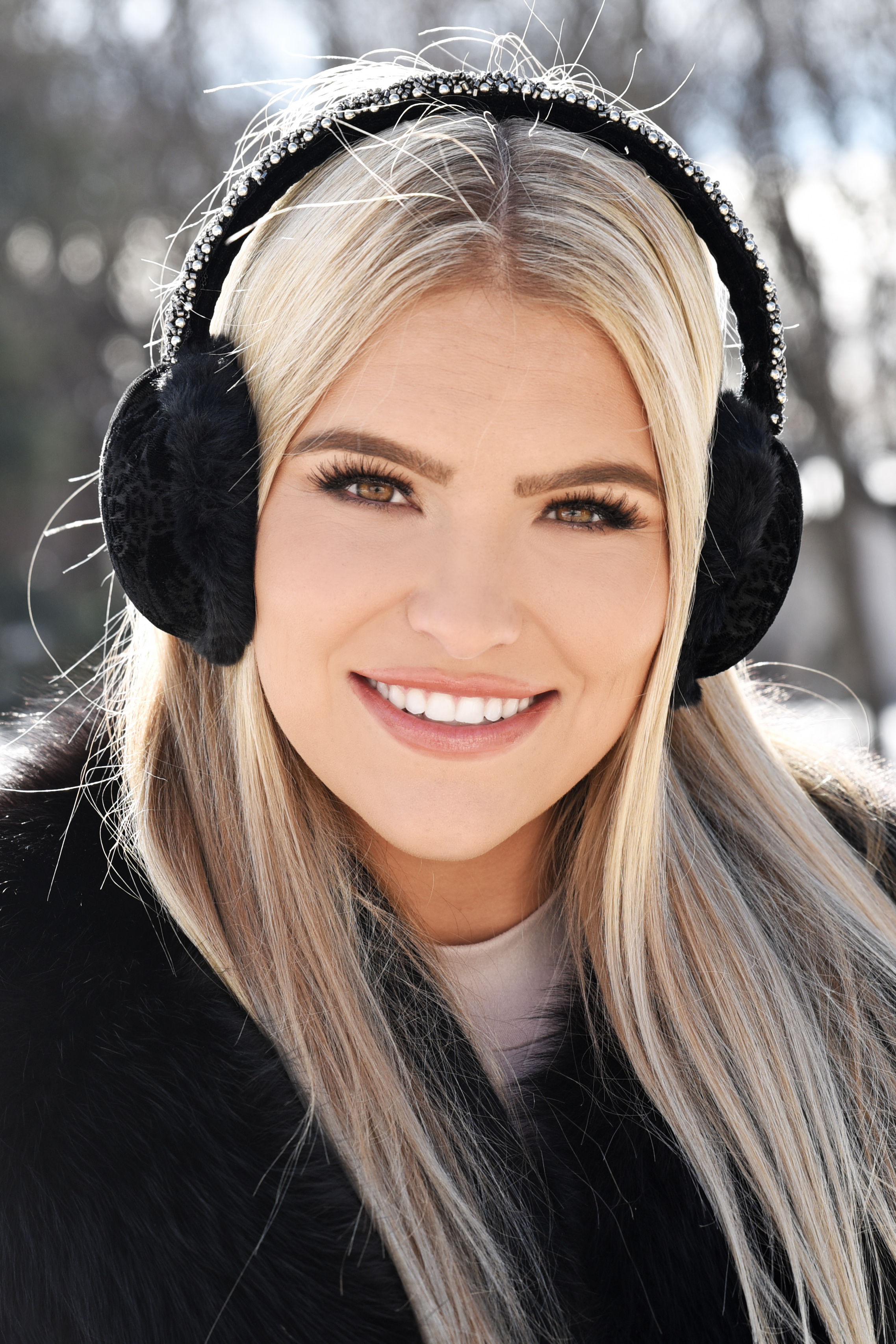
Frau mit Ohrenschützern in kaltem Wetter

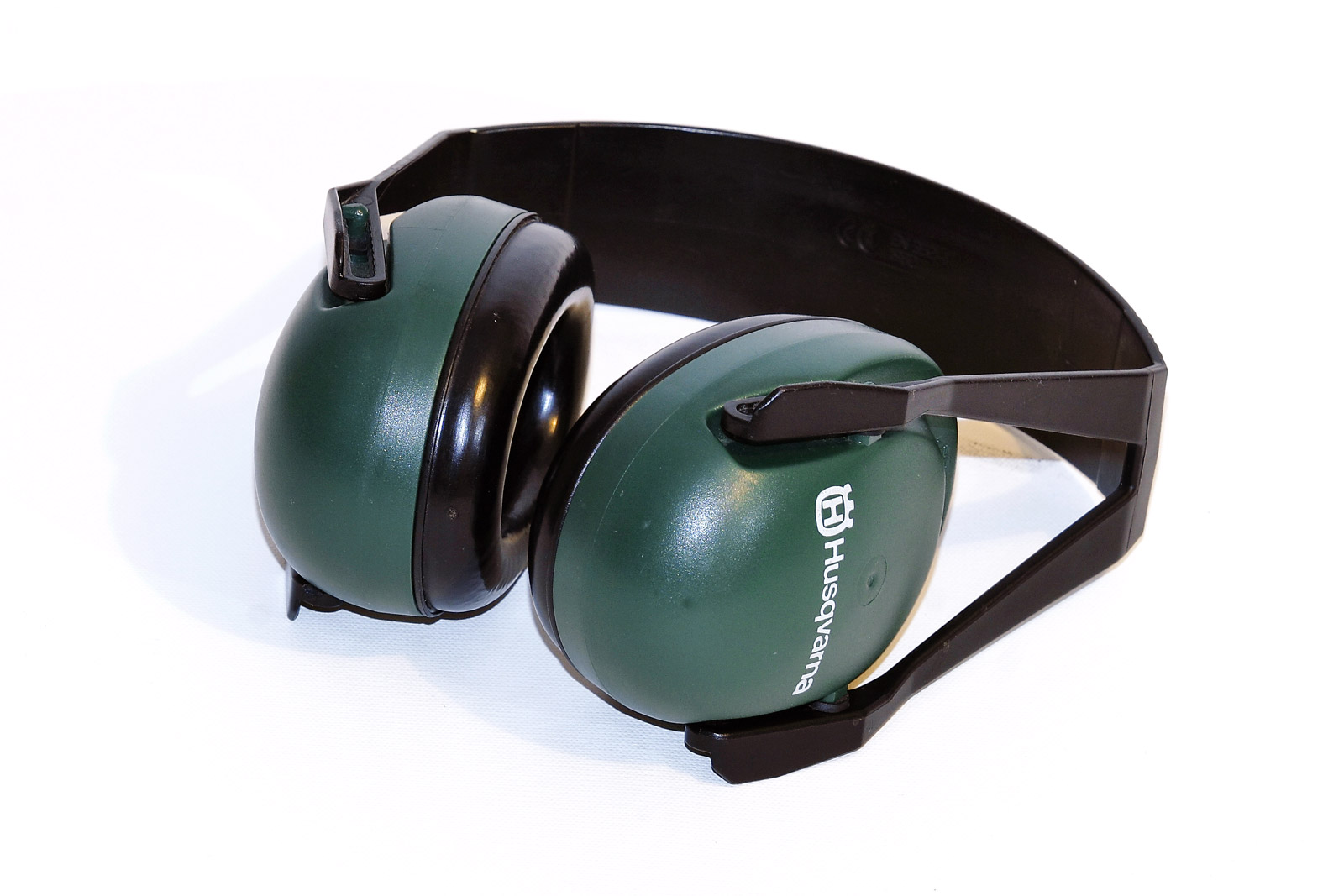
Ohrenschützer

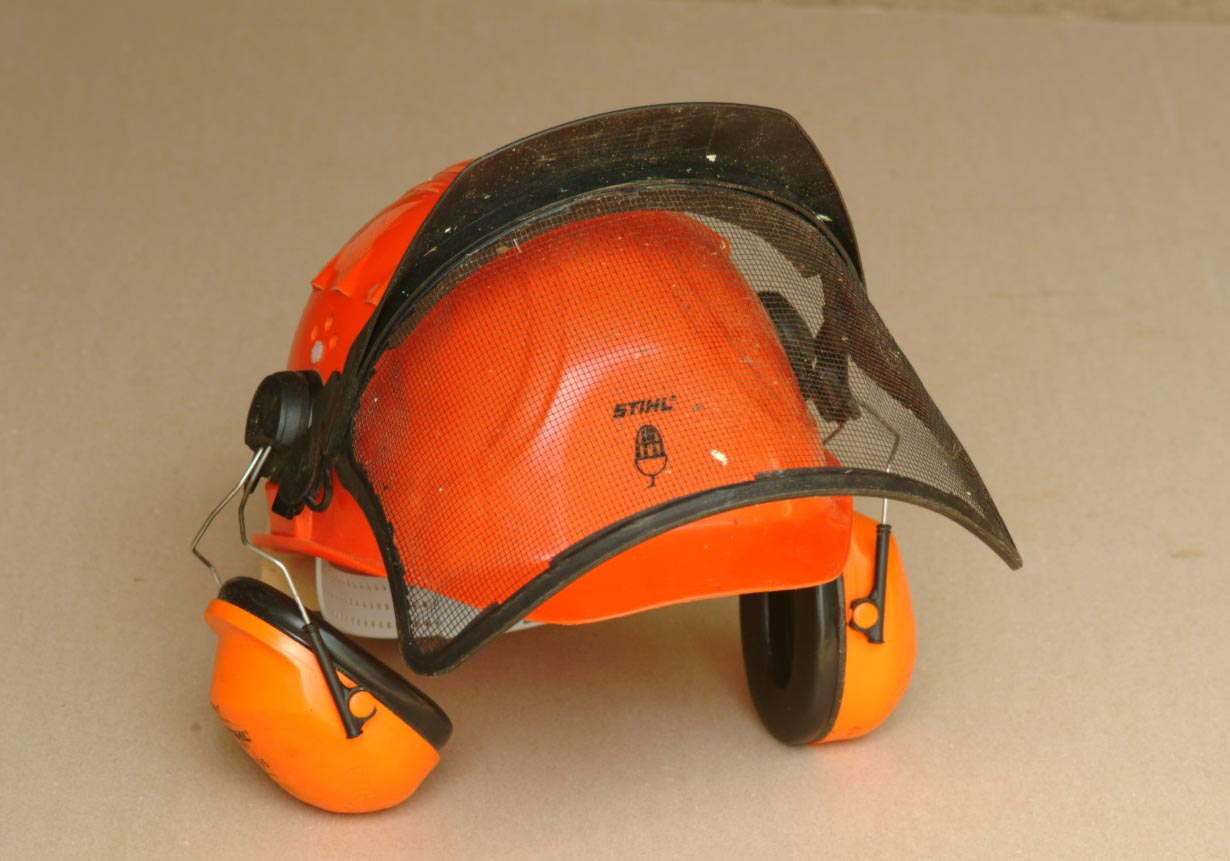
Sicherheitshelm mit Ohrenschützern und Schutzvisier

Ohrenschützer sind eine Schutzkleidung für die Ohren.
Die Ohrenschützer als Kälteschutz wurden 1873 vom 15-jährigen Chester Greenwood aus Maine erfunden.
Eine weitere Verwendung finden Ohrenschützer als Gehörschutz. Hierbei ähneln sie oft Muschel-Kopfhörern und dienen dem gleichen Zweck wie Ohrenstöpsel.
Ohrenschützer können
- in Mützen integriert sein,
- in die Ohren eingesteckt werden,
- mit einer Halterung über oder in den Ohren befestigt werden.